# Боровиковское сельское поселение
Боровико́вское се́льское поселе́ние — муниципальное образование в Красносельском районе Костромской области России.
Административный центр — деревня Боровиково.

## История
Боровиковское сельское поселение образовано 30 декабря 2004 года в соответствии с Законом Костромской области № 237-ЗКО, установлены статус и границы муниципального образования.

## Население
| 2008  | 2010  | 2012  | 2013  | 2014  | 2015  | 2016  |
| ----- | ----- | ----- | ----- | ----- | ----- | ----- |
| 1623  | ↘1400 | ↗1452 | ↗1502 | ↗1529 | ↘1504 | ↘1480 |
| 2017  | 2018  | 2019  | 2020  | 2021  |       |       |
| ↗1532 | ↘1519 | ↗1531 | ↘1504 | ↗1527 |       |       |

## Состав сельского поселения
| №  | Населённый пункт   | Тип населённого пункта          | Население |
| -- | ------------------ | ------------------------------- | --------- |
| 1  | Большое Андрейково | деревня                         | ↗80       |
| 2  | Боровиково         | деревня, административный центр | ↗517      |
| 3  | Власьево           | деревня                         | ↗25       |
| 4  | Волчково           | деревня                         | ↘25       |
| 5  | Гомониха           | деревня                         | ↗10       |
| 6  | Дренево            | деревня                         | ↗14       |
| 7  | Елкотово           | деревня                         | ↗7        |
| 8  | Завражье           | деревня                         | ↘2        |
| 9  | Зелёный            | посёлок                         | ↗109      |
| 10 | Карнахино          | деревня                         | ↘0        |
| 11 | Климитино          | деревня                         | ↘0        |
| 12 | Манылово           | деревня                         | ↗17       |
| 13 | Молодёжный         | посёлок                         | ↗178      |
| 14 | Мыльниково         | деревня                         | ↗14       |
| 15 | Нелидово           | деревня                         | ↘2        |
| 16 | Никулкино          | деревня                         | ↗7        |
| 17 | Руны               | посёлок                         | ↗36       |
| 18 | Рыжково            | деревня                         | ↗28       |
| 19 | Слободищево        | деревня                         | →0        |
| 20 | Солнечный          | посёлок                         | ↗54       |
| 21 | Халипино           | деревня                         | ↗175      |
| 22 | Харитоново         | деревня                         | ↗319      |